# Лілбі (Ляене-Сааре)
Лі́лбі (ест. Lilbi küla) — село в Естонії, у волості Ляене-Сааре повіту Сааремаа.

## Населення
Чисельність населення на 31 грудня 2011 року становила 55 осіб.

## Географія
Біля села проходить автошлях 10 ( Рісті — Віртсу — Куйвасту — Курессааре).

## Історія
До 12 грудня 2014 року село входило до складу волості Каарма.

## Пам'ятки природи
На південний захід від Лілбі розташовується заповідна діброва Кудьяпе (Kudjape tammik) площею 17,1 га (58°15′42″ пн. ш. 22°31′28″ сх. д. / 58.26167° пн. ш. 22.52444° сх. д.).

## Туризм
На південній околиці села відкрита база відпочинку Мора.